# Bután: una odisea visual a través del último reino del Himalaya
Bután: una odisea visual a través del último reino del Himalaya (título original: Bhutan: A Visual Odyssey Across the Last Himalayan Kingdom) es un gigantesco libro de 2003 compuesto por fotografías tomadas en cuatro viajes por Bután.

## Historia
El libro fue creado por el científico del MIT Michael Hawley junto con los fotógrafos Carolyn Bess, Sandy Choi, Dorji Drukpa, Becky Hurwitz, Choki Lhamo Kaka, Gyelsey Loday, Christopher Newell, David Salesin y Ming Zhang. Fue editado por Christopher Newell y publicado por Friendly Planet en diciembre de 2003.
El libro fue certificado por el libro Guinness de los récords como el libro más grande del mundo hasta 2007. El tomo de 118 páginas pesa aproximadamente 133 libras (60,3 kg) y mide cinco pies por siete pies (2,13 × 1,53 m) cuando está abierto. Cada imagen tiene un tamaño de casi dos gigabytes y cada copia del libro requiere más de 1 galón americano (3,8 L) de tinta y 24 horas para ser impreso. Su producción cuesta 2.000 dólares y se vende por 10.000 dólares, que se donan a Friendly Planet, una organización benéfica que construye escuelas en Camboya y Bután.
La Universidad de Washington,la Universidad de Texas en El Paso, la Universidad de Miami en Ohio y la Biblioteca Pública de Wichita tienen copias en sus Colecciones Especiales. Como parte de la visita del Dalái lama a la Universidad de Miami, Geshe Kalsang Damdul y Geshe Jampel Kakpa, de Dharamshala, India, pasaron dos páginas del libro como invitados de honor.
En noviembre de 2004 se publicó una edición más pequeña del libro. La versión en miniatura de 216 páginas mide 17,2 x 12,5 pulgadas (317,5 mm). Cuando se abre, el libro abarca más de 2 pies (0,6 m). Esta edición pesa 6,8 libras y se vendía aproximadamente por 100 dólares.